# Готфрид II фон Епщайн
Готфрид II (III) фон Епщайн (на немски: Gottfried II (III) von Eppstein; * ок. 1199; † между 15 март 1272 и 30 септември 1278) е господар на Епщайн, основател на по-младата линия на рода Епщайн.

## Произход
Той е третият син на Готфрид I фон Епщайн († 1223) и съпругата му Изалда фон Вид (* ок. 1173; † 1223), дъщеря на граф Дитрих I фон Вид и сестра на Теодерих II фон Вид, архиепископ и курфюрст на Трир (1212 – 1242). Брат е на Зигфрид III фон Епщайн, архиепископ на Майнц (1230 – 1249), и на Герхард II фон Епщайн († 1240/1249), който се нарича от 1219 г. Герхард фон Браубах.
Готфрид II е погребан в църквата „Св. Стефан“ в Майнц.

## Фамилия
Готфрид II се жени 1263 г. за Елизабет фон Изенбург-Клееберг (* ок. 1263; † 29 ноември 1272), дъщеря на Хайнрих I фон Изенбург в Клееберг. Те имат децата:
- Готфрид IV фон Епщайн Млади (ок. 1247 – 1294), женен I. за Мехтилд фон Изенбург-Браунсберг-Вид († ок. 1280), II. морганатичен брак за Зецеле Флеминг
- Герхард фон Епщайн (ок. 1251 – 1305), архиепископ и курфюрст на Майнц (1288 – 1305)